# Miguel Serveto
Miguel Serveto (Tudela, 1511. – Ženeva, 27. listopada 1553.), španjolski liječnik i teolog.
Godine 1531. objavio je "De Trinitatis erroribus", u kojem napada kršćansko učenje o trojstvu. Nakon toga živio je pod imenom Villanovanus i studirao medicinu u Parizu. Kao liječnik otkrio je mali optok krvi. Godije 1533. objavljeno je njegovo glavno djelo "Obnova kršćanstva", u kojem zastupa teze panteističkog neoplatonizma. 
Inkvizicija ga je uhitila u Vienneu, bježi u Genovu, ali je prema Calvinovu nalogu uhvaćen i osuđen na smrt.

## Vanjske poveznice
Miguel Serveto istraživanje  Arhivirana inačica izvorne stranice od 9. lipnja 2020. (Wayback Machine)  (Engleski francuski i španjolski jezik) 